# Stadium Australia
O Stadium Australia (também conhecido como Estádio Olímpico de Sydney ou, por naming rights, Accor Stadium, anteriormente Telstra Stadium ou ANZ Stadium) é um estádio multiuso localizado em Sydney, Austrália. Possui capacidade para 82.500 torcedores na configuração oval para jogos de críquete e futebol australiano, e 83.500 torcedores na configuração retangular para jogos de rugby e futebol.

## História

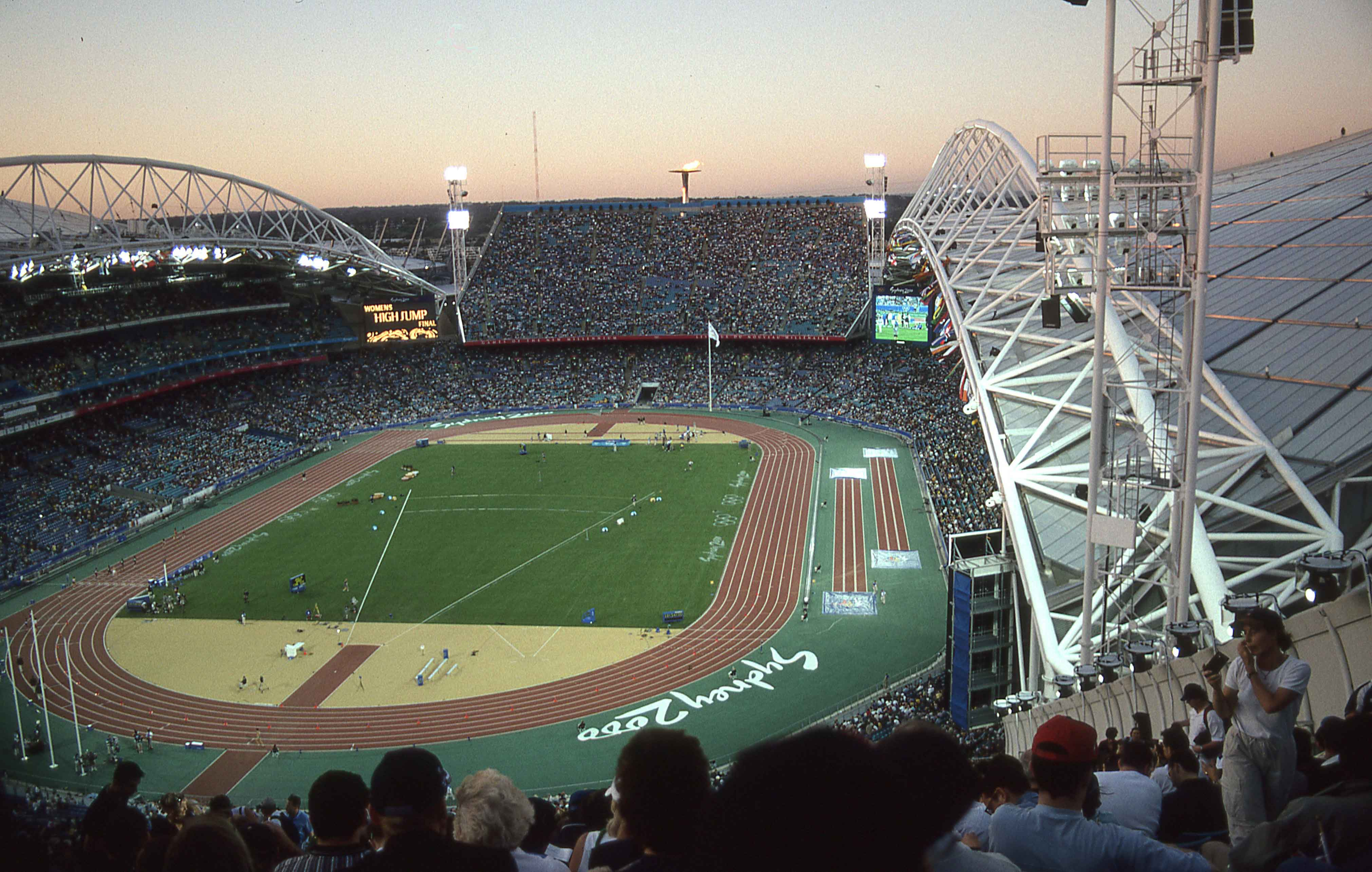
O estádio durante os Jogos Olímpicos de Verão de 2000

Começou a ser construído em setembro de 1996, sendo inaugurado em 6 de março de 1999 com o nome de "Stadium Australia". Recebeu as Cerimônias de Abertura e Encerramento, além das competições de atletismo e a final do torneio masculino de futebol dos Jogos Olímpicos de Verão de 2000.
Com capacidade para 110.000 espectadores (maior Estádio Olímpico já construído), seu maior público registrado foi de 114 714 espectadores na Cerimônia de Encerramento dos Jogos. Passou por uma reforma em 2003, quando a pista de atletismo foi retirada.
Após as reformas, os maiores públicos foram Adele, com a Adele Live 2017 (95 544 espectadores), a final da Copa do Mundo de Rugby de 2003 entre Austrália e Inglaterra (82 957 torcedores) e a decisão da vaga para a Copa do Mundo de 2006 entre Austrália e Uruguai (82 698 torcedores).
Recebeu o jogo de estreia da Seleção Australiana de Futebol Feminino, um jogo das oitavas de final, além das quartas de final, semifinal e a decisão da Copa do Mundo de Futebol Feminino de 2023.